# Рапир
Рапир (фр. rapière, енгл. rapier) је дуг и танак, прав мач који се користио у јужној и западној Европи од средине 16. до краја 17. века.
Реч „рапир” се генерално односи на мач са релативно дугом оштрицом који карактерише заштитни балчак који је конструисан да пружи заштиту руци која рукује мачем. Неки историјски узорци рапира такође имају широко сечиво постављено на типичну дршку рапира. Термин рапир може бити збуњујући јер се ово хибридно оружје може категорисати као врста мача. Иако би сечиво рапира могло бити довољно широко да сече до неког степена (али ни близу ширих мачева који су се користили у средњем веку, као што је дугачки мач), дизајнирано је да изводи брзе и окретне нападе. Оштрица се може наоштрити по целој дужини или наоштрити само од центра до врха (као што је описао Kапоферо). Палави;ини, мајстор рапира 1670. године, снажно је заговарао употребу оружја са две оштрице. Типичан пример би био тежак 1 kg (2,2 lb) и имао би релативно дуго и витко сечиво од 2,5 cm (0,98 in) или мање у ширину, 104 cm (41 in) или више у дужину и завршава се оштрим шиљастиm врхom. Дужина сечива код доста историјских примера, посебно италијанских рапира из раног 17. века, је знатно преко 115 cm (45 in) и може да достигне чак 130 cm (51 in).

## Терминологија
Термин рапир се појављује и на енглеском и на немачком језику, скоро истовремено, средином 16. века, за лагани, дуги, шиљасти мач са две оштрице. То је позајмица из средњефранцуског espee rapiere, први пут забележена 1474. године. Порекло рапира је више него вероватно шпанско. Његово име је „подругљив” опис шпанског израза „ropera”. Шпански израз се односи на мач који се користи са одећом („espada ropera“, одевни мач), јер се користи као додатак одећи, обично за моду и као оружје за самоодбрану. Немачки rappier из 16. века описивао је оно што се сматрало „страним“ оружјем, увезеним из Италије, Шпаније или Француске. Ду Канг у свом средњелатинском речнику цитира облик Rapperia из латинског текста из 1511. Он предвиђа извођење из грчког ραπίζειν „ударити“. Аделунг у свом речнику из 1798. бележи двоструко значење немачког глагола rappieren: „да мачујем са рапирама“ на једној страни, а на другој „распарати, расцепити (посебно листове дувана)“.
Изрази које су користили италијански, шпански и француски мајстори током процвата овог оружја били су једноставно еквиваленти „мачу“, односно spada, espada, и épée (espée). Када је било потребно навести врсту мача, шпански је користио espada ropera („одевни мач“, забележен 1468), а италијански је користио spada da lato „бочни мач“ или spada da lato a striscia (у савременом италијанском једноставно striscia „трака"), који се понекад назива и Stocco. Шпанско име је први пут регистровано у las Coplas de la panadera, од Хуана де Мене, написаном између 1445. и 1450.
Клементс (1997) категорише ударне мачеве са лошим резним способностима као рапире, а мачеве са добрим убодним и резним способностима као мачеве за сечење и удар.
Термин „рапир“ археолози такође примењују на неповезану врсту мача из бронзаног доба.

## Настанак и развој
Све до 16. века мачевање је, са мањим изменама, задржало слична обележја као у античко доба: борило се мачем и штитом, при чему је мач служио за напад, а штит за одбрану. Тек са променама војне опреме- одбацивањем оклопа у рату-мачевање поприма нова обележја. У италијанским државицама почетком 16. века настаје нова вештина мачевања, тзв. италијанска школа, у којој је боду (убадању мачем) дата предност над сечењем. Италијан Ахил Мароцо (итал. Achille Marozzo) објавио је 1536. прво дело о мачевању новим стилом (итал. Opera Nova chiamata Duello). Штит је постепено замењен кратким бодежом троугластог сечива, а крајем 16. века бодеж се потпуно одбацује, па се мачевало само рапиром-дугим и танким мачем, који је због мале тежине и велике брзине био погодан и за напад, и за одбрану-одбијање (парирање) удараца. Шпански учитељ мачевања Херонимо де Каранцо (шп. Jeronimo de Carranzo) први је прописао кораке при мачевању, а у другој половини 17. века развила се француска школа мачевања, у којој се покрети мача комбинују са покретима тела.
Рапир је постао изузетно модеран широм Европе међу богатијим слојевима, али није био без својих клеветника. Неки људи, попут Џорџа Силвера, нису одобравали његов технички потенцијал и употребу у дуелу на коју је стављен.
- Украсна дршка, италијанска мода
- Украсна дршка, италијанска мода
- Папенхајмер, немачка иновација
- Пехараста дршка, каснија шпанска мода настала почетком 1600-их

До 1715. године, рапир је у великој мери замењен лакшим малим мачем у већем делу Европе, иако је први наставио да се користи, о чему сведоче расправе Доналда Макбејна (1728), П. Ј. Ф. Жирарда (1736) и Доменика Анђела (1787). Рапир и данас користе официри папске Швајцарске гарде.

## У популарној култури
Модерној публици рапири су познати из бројних екранизација Три мускетара Александра Диме и Сирана де Бержерака Едмона Ростана.